# 瓦埃勒市镇
瓦埃勒市镇（丹麥語：Vejle Kommune）是丹麥的一個市镇，位於日德蘭半島東部，東臨瓦埃勒灣，屬南丹麥大區。面積1,066.32平方公里，2009年人口105,884人。行政中心为瓦埃勒。
2007年1月1日由原瓦埃勒和耶靈、吉沃、伯科普、艾特韋四個市镇合併而成。